# Karim El Ahmadi
Karim El Ahmadi Arrousi (Enschede, Países Bajos, 27 de enero de 1985) es un exfutbolista marroquí con nacionalidad neerlandesa que jugaba de centrocampista.

## Selección nacional
Fue internacional con la selección de fútbol de Marruecos en 63 partidos en los que anotó un gol.

## Clubes
| Club              | País                   | Año       |
| ----------------- | ---------------------- | --------- |
| F. C. Twente      | Países Bajos           | 2004-2008 |
| Feyenoord         | Países Bajos           | 2008-2012 |
| Al-Ahli (cedido)  | Emiratos Árabes Unidos | 2011      |
| Aston Villa F. C. | Inglaterra             | 2012-2014 |
| Feyenoord         | Países Bajos           | 2014-2018 |
| Al-Ittihad        | Arabia Saudita         | 2018-2022 |

## Palmarés

### Campeonatos nacionales
| Título                        | Club      | País         | Año     |
| ----------------------------- | --------- | ------------ | ------- |
| Copa de los Países Bajos      | Feyenoord | Países Bajos | 2015-16 |
| Eredivisie                    | Feyenoord | Países Bajos | 2016-17 |
| Supercopa de los Países Bajos | Feyenoord | Países Bajos | 2017    |
| Copa de los Países Bajos      | Feyenoord | Países Bajos | 2017-18 |

### Distinciones individuales
| Distinción                             | Año  |
| -------------------------------------- | ---- |
| Futbolista del año en los Países Bajos | 2017 |